# Antagonista hormonal
Para el uso de antagonistas hormonales en cáncer, véase terapia hormonal (oncología)'
Un antagonista hormonal es un tipo específico de antagonista del receptor que actúa sobre los receptores hormonales. Estos fármacos se utilizan en terapia antihormonal.
Son substancias químicas que inhiben la función de las glándulas endocrinas, la biosíntesis de las hormonas que éstas segregan, o la acción de las hormonas en sus sitios específicos.

## Mecanismos de acción
- Inhibición de la síntesis hormonal en el órgano efector. Es el caso del apostane, un bloqueador de la 3beta-hidroxiesteroide deshidrogenasa, enzima necesaria en la síntesis de la progesterona.

- Neutralización de la circulación hormonal mediante la administración de anticuerpos específicos.

- Bloqueo enzimático o interferencia de la hormona al nivel de los órganos dianas, mediante el uso de agentes que producen un bloqueo en el ámbito de los receptores o agentes bloqueadores enzimáticos de su conversión periférica.[2]

## Tipos y ejemplos de uso

### Tratamiento del cáncer
Se indican distintos tipos de antagonistas hormonales usados en oncología y algunos ejemplos de los cánceres en los que se podrían emplear como tratamiento.

#### Cáncer de mama
- Inhibidores de la aromatasa, como el exemestano, formestano, anastrozol, y letrozol.
- Moduladores selectivos de receptores de estrógeno (SERM, por sus siglas en inglés), como tamoxifeno y raloxifeno.
- Antagonistas de los receptores de estrógeno, como fulvestrant y toremifeno.[3]

#### Cáncer de próstata
- Antiandrógenos, como bicalutamida,  flutamida y nilutamida. Estos fármacos se engloban en la llamada terapia de privación de andrógenos (ADT, por sus siglas en inglés)
- Inhibidores del CYP17, como abiraterona y acetato de ciproterona.
- Antiprogestágenos, como onapristona.
- Antagonistas del receptor de la gonadotropina, como abarelix, relugolix y teverelix.[3]

#### Cáncer de endometrio
- Progestinas, como el acetato de medroxiprogesterona o el acetato de megestrol.
- Moduladores selectivos de receptores de estrógeno (SERM), como tamoxifeno y raloxifeno.
- Agonistas de hormona liberadora de la hormona luteinizante (LHRH), como goserelina y leuprolida.

Inhibidores de la aromatasa (AI), como letrozol, anastrozol y exemestano.

#### Cáncer suprarrenal
- Adrenolíticos, como el mitotano
- Antagonistas de los receptores de estrógeno, como fulvestrant y toremifeno.
- Moduladores selectivos de receptores de estrógeno (SERM), como tamoxifeno y raloxifeno.[3]

#### Cáncer de páncreas
- Antagonistas del receptor de la colecistoquinina (CCK), como lintitript.

### Tratamiento de otras enfermedades
A continuación se indican algunas enfermedades y condiciones clínicas en las que se emplean antagonistas hormonales.
| Trastorno                                      | Antagonista usado                                                      |
| Asma                                           | Montelukast, pranlukast, seratrodast, zafirlukast y zileuton           |
| Candidiasis                                    | Clotrimazol, econazol, fluconazol, miconazol, posaconazol y tioconazol |
| Control de ovulación                           | Clomifeno y ganirelix                                                  |
| Endometriosis                                  | Danazol y dienogest                                                    |
| Fallo cardíaco                                 | Eplerenona                                                             |
| Galactorrea                                    | Bromocriptina                                                          |
| Hiperaldosteronismo                            | Ácido canrenoico, canrenona y espironolactona                          |
| Hiperparatiroidismo                            | Cinacalcet                                                             |
| Hiperplasia prostática benigna                 | Dutasteride, finasteride                                               |
| Hipertiroidismo                                | Carbimazol, metimazol                                                  |
| Hipogonadismo                                  | Acylina                                                                |
| Menopausia                                     | Bazedoxifeno, tibolona                                                 |
| Migrañas                                       | Ácido tolfenámico                                                      |
| Molestias y complicaciones del ciclo menstrual | Afimoxifeno                                                            |
| Retraso parto pretérmino                       | Atosiban, caproato de hidroxiprogesterona                              |
| Síndrome de Cushing                            | Aminoglutetimida, mifepristona                                         |
| Terapia contraceptiva                          | Acetato de clormadinona, clormadinona, drospirenona y ormeloxifeno     |
| Terapia reproducción asistida                  | Cetrorelix                                                             |